# Mary Fleener
Mary Fleener (Los Ángeles, 1951) es una dibujante de cómics, escritora y cantante alternativa estadounidense. Su estilo de dibujo, definido por ella misma como "cubismo", deriva de la estética cubista y otras tradiciones artísticas. Su primera publicación fue una obra sobre Zora Neale Hurston, llamada Hoodoo (1988), seguida de la serie de cómics semiautobiográficos Slutburger y la antología Life of the Party (1996).En los años 90 también trabajó en un intento de serie regular para la empresa de su buen amigo Matt Groening, Zongo Comics, pero dada la irregularidad de su publicación y las bajas ventas, Fleener, que así se llamó la serie, fue cancelada al tercer número, convirtiendo ese intento de nueva serie en una miniserie, convertida ahora en pieza de coleccionista.
Entre las influencias de Fleener se encuentran el arte egipcio antiguo y las obras de Chester Gould (Dick Tracy), Otto Soglow (El pequeño rey) y Al Capp (Li'l Abner). Robert Crumb y Robert Armstrong (creador de Mickey Rat) la animaron a crear sus propios cómics.
Sus obras han sido expuestas en La Luz de Jesus Gallery, Track 16, David Zapt Gallery, Laguna Beach Art Museum Annex, LACE (Los Ángeles), COCA (Seattle), Southwestern College, Patricia Correia Gallery, Sushi Gallery y Ducky Waddle's Emporium. [2]
Aunque es natural de Los Ángeles, vive y trabaja en Encinitas, California.
Además, es miembro de la banda de rock llamada The Wigbillies.

## Primeros años y educación
Mary Fleener nació en 1951 en Los Ángeles, California. Cuando era niña, su madre trabajó para Disney desde 1941 hasta 1943. Fleener asistió al instituto Cal State Long Beach durante 4 años, donde se centró en el grabado. Disgustada por el enfoque dado al arte abstracto en la institución, abandonó la misma en 1976. En 1984, tras haber leído un artículo de Matt Groening titulado "new comix" aparecido en el periódico LA WEEKLY, Mary se lanzó a crear sus propios cómics, creando su propia estética y su personalidad artística.

## Primeros trabajos
Comenzó a dibujar minicomics en 1984 y publicó su primer trabajo completo, Hoodoo, cuatro años después. Sus historias semiautobiográficas de Slutburger fueron publicadas por primera vez por Rip Off Press, y más tarde por Drawn & Quarterly. Muchos de los cuentos cortos de Fleener aparecieron en antologías como Weirdo y Twisted Sisters y Wimmen's Comix, todas mujeres, y sus ilustraciones aparecieron en Entertainment Weekly.  Fleener pasó a crear más tiras semiautobiográficas que se lanzaron en 1996 en la antología Life of the Party, publicada por Fantagraphics. Estos comix mostraban al artista y un variopinto elenco de personajes tocando en bandas de rock, surfeando, yendo a la universidad y participando alegremente de drogas y sexo casual, entre otras cosas. El estilo artístico de Fleener complementa sus historias, que se narran en un diálogo de primera persona real pero desconcertante.

## Estilo
Los cómics de Mary Fleener se caracterizan por la intercalación de viñetas comunes con otras desarrolladas en estilo cubista, siendo todos ellos en una tinta y carentes de color. Sus guiones hablan abiertamente del consumo de drogas, de las vivencias de su vida, de su punto de vista, y del sexo casual. Los diálogos están narrados en primera persona y suelen ser bastante lisérgicos y desconcertantes. Para la mencionada serie de Zongo Comics, Mary se alejó de lo hecho hasta entonces y creó unos personajes, alimentos y objetos de cocina antropomórficos, con los que pretendía contar los avatares de un restaurante en Los Ángeles.
- Datos: Q6779560